# Сукало Сергій Анатолійович
Сергій Анатолійович Сукало — український підприємець, тимчасовий виконувач обов'язків голови Укртранснафти.
У 1992 році закінчив Київське вище інженерне радіотехнічне училище протиповітряної оборони, у 1996 — Київський національний економічний університет.
У 2002–2007 роках працював першим віце-президентом ФПГ «Брінкфорд», яку пов'язують із Давидом Жванією. Був членом Наглядових Рад АТ «Запорізький абразивний комбінат», АБ «Діамантбанк».
У 2007–2010 роках — Член Ради директорів, перший віце-президент будівельної компанії KDD Group NV (Нідерланди).
У 2008 році разом із кількома приватними інвесторами з країн Євросоюзу і Центральної Азії придбав в Киргизстані права на стільниковий оператор Мегаком
8 квітня 2015 року призначений тимчасовим виконувачем обов'язків голови «Укртранснафти»